# Henrik Schaefer

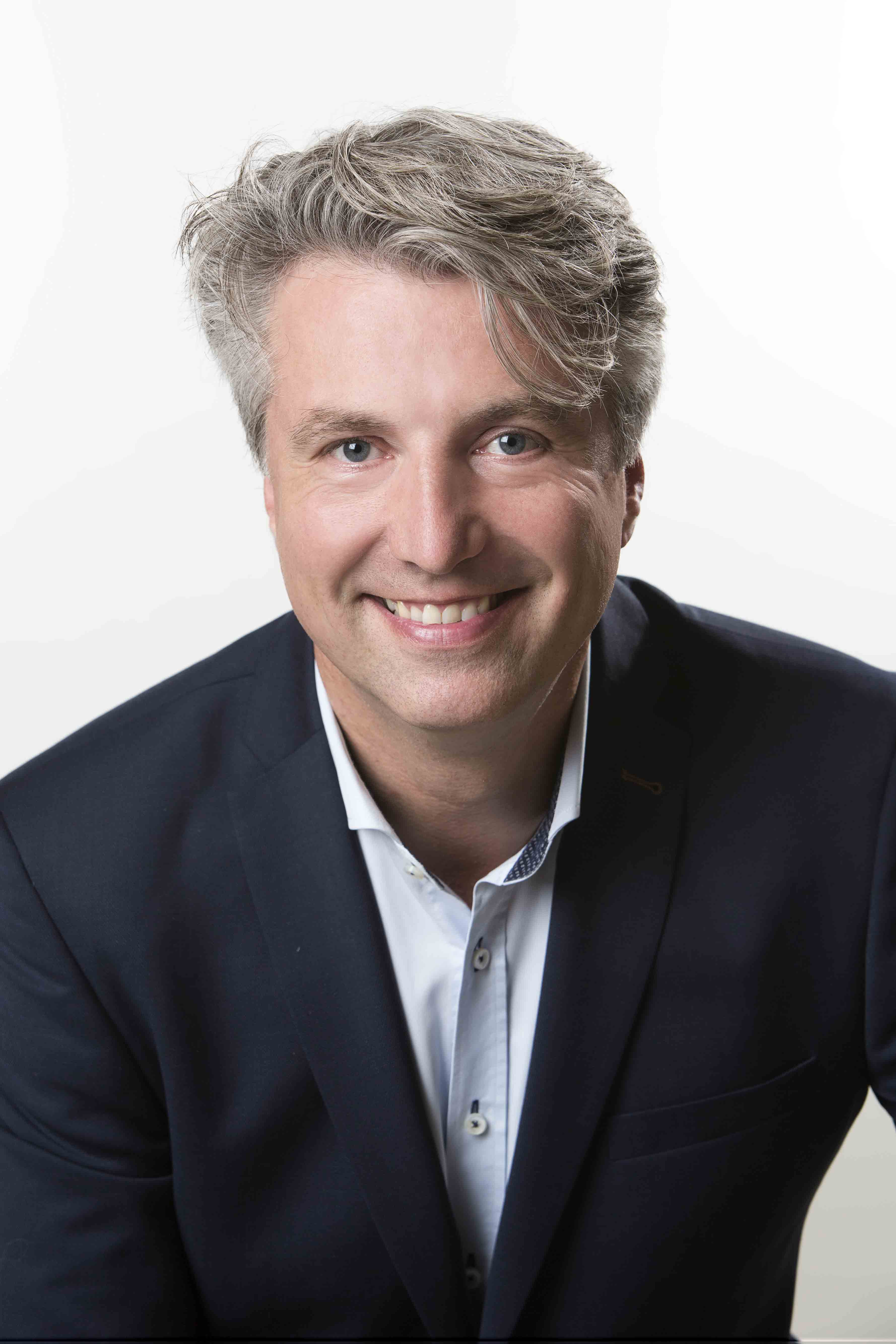
Henrik Schaefer

Henrik Schaefer, född 1968 i Bochum, är en tysk dirigent.
Schaefer inledde sin yrkesbana som altviolinist i Berliner Philharmoniker. Han har studerat dirigering vid musikhögskolan i Leipzig och är verksam som både opera- och orkesterdirigent. Han har varit chefdirigent vid Wermland Opera och är sedan 2013 musikalisk ledare för GöteborgsOperans orkester. Han är också konstnärligt ansvarig för masterutbildningen i symfoniskt orkesterspel vid Högskolan för scen och musik vid Göteborgs universitet.